# Eocryphops
Eocryphops – rodzaj stawonogów z wymarłej gromady trylobitów, z rzędu Phacopida. Żył w okresie dewonu.